# Maddalena Casulana Mezari
Die italienische Komponistin der Spätrenaissance Maddalena Casulana Mezari (* unsicher: um 1544 in der Provinz Siena, Italien; † unbekannt) war zugleich Sängerin, Lautenistin und Kompositionslehrerin. Sie veröffentlichte in den Jahren 1566–1586 mehrere Bände 3–5-stimmiger Madrigale, die hauptsächlich in Venedig erschienen. Diese gelten als die frühesten Musikdrucke einer Komponistin.

## Leben, Reisen, Wirken
Exakte Lebensdaten der Maddalena Casulana sind bisher unbekannt. Sie lebte und unterrichtete als Komponistin und konzertierte als Sängerin und Lautenistin an verschiedenen Orten. Die Auswertung alter und neuerer Quellen über ihre Auftritte in den Städten Vicenza, Venedig, Siena, München, Verona, Perugia, Brescia, Innsbruck, Florenz, Wien, Ferrara, Mailand (Aufzählung der erwähnten Orte) sowie über ihre eventuelle Mitwirkung bei der Accademia Vicentina ist nicht abgeschlossen und ergibt bisher kein einheitliches Bild.
Maddalena Casulana gilt als die erste Frau, die ihren Status als Komponistin öffentlich machte, indem sie ihre Werke durch den Druck vervielfältigte. Die 1591 als späteste unter ihrem Namen angezeigten zwei Bände 4-stimmiger Madrigali Spirituali sind verschollen und deshalb offenbar nicht klar zu autorisieren.
Das ihr zugeschriebene Porträt, das (erst) um 1650 innerhalb von 44 Musikerdarstellungen in der neu eingerichteten Instrumentenkammer der Innsbrucker Hofburg angebracht wurde, ist noch nicht bestätigt. Aufgrund ihres zweiten Namens „Mezari“, der ab den 1580er Jahren zusätzlich erscheint, nachdem die Komponistin vorher allein unter „Casulana“ veröffentlicht hatte, wird angenommen, dass sie zwischenzeitlich geheiratet hat; jedoch wurden weder Hochzeitsdatum noch Vornamen ihres Mannes bekannt. Ihr Doppelname wird als „Signora Maddalena Casulana di Mezari“ oder „Maddalena Mezari detta Casulana Vicentina“ angegeben, letzterer auf dem Titel ihres 3. Bandes Madrigale. Gelegentlich wird sie nur unter ihrem 2. Namen Mezari verzeichnet.
Ihre Werke – alles Ensemble-Gesänge – wurden fast ausschließlich in Venedig gedruckt, die frühesten gehören zu der Sammlung „Il Desiderio“ 1566 und 1567, 1. und 3. Band, zusammen mit Werken berühmter zeitgenössischer Komponisten wie Cipriano de Rore und Orlando di Lasso; Maddalena Casulana war als Komponistin also bereits über die Grenzen Italiens bekannt. Sie unterrichtete einen prominenten Schüler, den Schauspieler, Dichter und Musiker Antonio Molino (etwa 1496–1571), der sie 1568 in seinem Druckwerk I dilettevoli madrigali (Venedig 1568) explizit als seine Kompositionslehrerin bezeichnet.
Am 22. Februar 1568 führte der Münchner Hofkapellmeister Orlando di Lasso mit seiner Kapelle anlässlich der Hochzeit des Herzogs Wilhelm V. von Bayern mit Renata von Lothringen neben vielen anderen Kompositionen Werke zweier Komponistinnen auf, diese waren Catarina Willaert, die Tochter des berühmten venezianischen Markusdom-Kapellmeisters Adrian Willaert und Maddalena Casulana. Laut Zeugnis des Hofmusikers Massimo Troiano, der die „prachtvolle musikalische Gestaltung“ des Festes als Sänger miterlebte und akribisch genau aufzeichnete, war sie eine „›virtuosissima‹ auf der Lauten“. Nach seinem Zeugnis erklangen als Tafelmusik lateinische Motetten der beiden Komponistinnen, darunter Casulanas 5-stimmiges Werk Nil mage iucundum, von dem sich nur der Text von Nicolò Stopio erhalten hat.
Nach Casulanas Namenszusatz „Vicentina“ war diese Stadt möglicherweise ihr Geburts- oder hauptsächlicher Wirkungsort. Dieser Name begegnet erstmals 1569, wonach sie offenbar Ehrenbürgerin von Vicenza war.
Ab etwa 1570 wird Casulana als Sängerin und Komponistin in der Kammermusik des römisch-deutschen Kaisers Maximilian II. in Wien genannt. Näheres darüber wurde aber nicht bekannt. Hier dürfte es sich um eine bisher unbekannte Spur zu Casulanas „unbekanntem“ Jahrzehnt ab 1570 handeln, dessen Informationslücke die Sekundärliteratur übereinstimmend anführt.
Giambattista Crispolti überliefert ihren Auftritt bei einem Bankett in Perugia 1582. Im August desselben Jahres wird ihr eine von Angelo Gardano verlegte Edition mit 3-stimmigen Madrigalen Philippe de Montes gewidmet. Die Dreistimmigkeit war damals aufgrund des berühmten Concerto delle Donne di Ferrara besonders aktuell.

In Deutschland findet sich der Name der Komponistin 160 Jahre später mit der Anzeige ihres ersten Bandes Madrigale im Musicalischen Lexicon des Weimarer Kapellmeisters, Organisten und Musikwissenschaftlers Johann Gottfried Walther (Leipzig 1732) mit folgender Eintragung: 

„Casulana (Maddalena) von ihrer Composition sind an. 1568 zu Venedig vierstimmige Madrigalien bey Hieron.[imo] Scoto gedruckt worden. s. Draudi Bibl.Class.p. 1628.“

### Akademische Aktivitäten
Casulanas Betätigung an der Accademia Olimpica (= Accademia Vicentina), die mit dem berühmten Namen Andrea Palladios verbunden ist und das berühmte Teatro Olimpico in Vicenza initiierte, wird von Gabriele Nogalski „spätestens seit den 1580er Jahren erwogen“. Eine weitere akademische Verbindung scheint zur „Accademia Filarmonica“ von Verona bestanden zu haben, wo sie 1582/83 (?) konzertierte und deren „patron“ Mario Bevilaqua ihren dritten Madrigalband widmete. Am 18. Januar 1583 musizierte Casulana bei einem Konzert in der Accademia Vicentina. Der Anlass ist unbekannt. Die Wahrscheinlichkeit einer Verbindung Casulanas zur Akademie in Vicenza wird erhärtet durch deren Besitz – zumindest zeitweise – eines Porträts der Künstlerin.

## Komponistin
Maddalena Casulana wird in der Literatur mehrfach als selbstbewusste, professionelle Komponistin beschrieben, auch damit, dass sie offenbar als erste Frau von der Möglichkeit, durch den Druck bekannt zu werden, Gebrauch machte. Ihre Zusammenarbeit mit dem venezianischen Dichter und Schauspieler Antonio Molino, sowie eigene von ihr verfasste Texte, von denen Molino drei vertonte, zeigen, dass sie sich mitten im Diskurs um die Zusammenführung von Text und Musik auf dem Weg zur „Monodie“ befand. Darüber dürfte weiteres Material beispielsweise in den Widmungen an sie zu finden sein. Ihre überlieferten, für sie gesicherten Kompositionen sind nahezu ausschließlich 3–5-stimmige weltliche Madrigale und wurden fast alle in Venedig, der Stadt des frühen Notendrucks, veröffentlicht. Das anonyme Porträt (?) stellt sie mit einem zum Himmel gerichteten Blick eher als religiöse Künstlerin dar.
Madrigale, die den Stile moderno und gleichzeitig die „Monodie“, den ausdrucksvollen Einzelgesang vorantrieben, waren damals die musikalisch höchste weltliche Kunstform. Ob Casulanas solistische Gesangsvorträge, die sie selbst mit der Laute begleitete, Bearbeitungen ihrer eigenen Madrigale waren, oder eventuell heute verschollene Solokompositionen, ist nicht bekannt. Ein solcher Vortrag der „Casolana famosa“ bei einem Banquet in Perugia im Jahre 1582 wird in einer alten Quelle von Giambattista Crispoldi als „cantò al liuto di musica divinamente“ (s. o.) beschrieben.
Am 20. August 1582 dedicierte ihr der Verleger Angelo Gardano einen Verlagsband mit Madrigali a tre (3-stimmig) Philippe de Montes und verband damit die Bitte, sie möge ebenfalls 3-stimmige Madrigale komponieren. Die 3-Stimmigkeit machte etwa 10 Jahre später durch die drei Sängerinnen des berühmten Concerti delle Donne von Ferrara Schule.

Dass Casulana als Komponistin in der Männerwelt nicht nur willkommen war, ist bereits in ihrer Widmung von 1568 zu lesen, denn sie begründet die Zueignung ihres ersten selbständigen Bandes an Isabella de’ Medici Orsina Il primo libro di madrigali a quattro voci folgendermaßen (Ausschnitt): 

„[…] um (wenigstens in der Form, wie es mir im Beruf der Musikerin vergönnt ist) der Welt den närrischen Irrtum der Männer aufzuzeigen, die von sich selbst großmütig glauben, dass sie allein die Meister hoher intellektueller Fähigkeiten seien. Und sie meinen, dass diese Fähigkeiten bei den Frauen nicht in gleichem Maß vorhanden sein können.“

 Wir folgern daraus, dass sie als Komponistin Schwierigkeiten kannte, die mit ihrem Komponieren als Frau zusammen hingen. Dennoch folgten ein zweiter Band Madrigale 1570 und ein dritter 1583 Il primo libro di madrigali a cinque voci, jener Band, auf dessen Titel sie „Maddalena Mezari detta Casulana Vicentina“ genannt ist, woraus man schließt, dass sie inzwischen verheiratet war. Insgesamt wurden damit über 65 Madrigale von ihr veröffentlicht.
Ihre Werke erfuhren auch Neuauflagen, so Il primo libro di madrigali a quattro voci, das 1586 eine zweite Auflage erlebt, ebenso wie ein 3-stimmiges Madrigal, das nur in seiner 2. Auflage von 1586 bekannt ist.

### Die Münchner Hochzeit
Dieses 14-tägige glanzvolle Fest des bayerischen Erbherzogs Wilhelm V. mit Renata von Lothringen im Februar 1568 behandelt Horst Leuchtmann in seinem Buch Die Münchener Fürstenhochzeit von 1568 (1980). Das Originalzitat von 1568 lautet 

„Am selben Abend dann, beim üppigen Abendessen, ließ der hochberühmte Orlando di Lasso neben anderer Unterhaltung und herrlicher Musik zum Konfekt eine fünfstimmige Komposition der Signora Maddalena Casulana vortragen, die mit allergrößter Aufmerksamkeit angehört wurde. Den Klang dieser großartigen Musik kann ich euch nicht hören lassen; […] [wie] diese hochbegabte Frau ihn [den Text] in Musik gesetzt hat, deren hohe Kunst, Charakter und Gesittung allen edlen Geistern unseres glücklichen Zeitalters bekannt ist.“

## Forschungsbedarf
- Die von ihr vertonten Dichtertexte und ihre eigenen bedürfen der Untersuchung.
- Ebenso Casulanas Tätigkeiten an den Akademien von Vicenza und Verona.
- Die Widmungstexte an die Komponistin und ihre eigenen bergen offenbar weitere Einzelheiten zu ihren Aufenthaltsorten und anderen Lebensumständen.
- Die bekannten Personen ihres Umgangs und deren Verbindung zu ihr sollten untersucht werden.
- Über die Verlagsorte und die Zahl der Auflagen dürften noch mehr Informationen zu finden sein.
- Das Porträt der Casulana muss noch bestätigt werden.

## Werke
Gedruckt
- 5 Madrigale in Kollektion/Sammelwerk Il Desiderio, Venedig, Girolamo Scotto 1566 und 1567 (nach Pendle).
- Il primo libro di madrigali a quattro voci, Venedig 1568, gewidmet Isabella de’ Medici Orsina. RISM ID: 990009166 2. Auflage 1583. RISM ID: 990009167
- Il secondo libro di madrigali a quattro voci Venedig 1570, gewidmet Francesco Pesaro, Stadthauptmann von Vicenza (nach MGG 1) oder dem Mailänder Don Antonio Londonio (nach Grove 2001). RISM ID: 990009168 (Digitalisat beim Münchener Digitalisierungszentrum der Bayerischen Staatsbibliothek)
- Il primo libro di madrigali a cinque voci, Ferrara (? nach Pendle) 1583, gewidmet Mario Bevilaqua, Patron der Accademia Filarmonica di Verona (nach Grove 2001). RISM ID: 990009169 (Digitalisat der Österreichischen Nationalbibliothek)
- 3-stimmiges Madrigal in Sammelwerk Il Gaudio, Venedig 1586, nur 2. Auflage bekannt.

Verschollen
- 5-teilige lateinische Motette „Nil mage iucundum“, im Februar 1568 als Tafelmusik bei der Münchener Hochzeit aufgeführt.

Verschollen und unsichere Zuschreibung
- Madrigali spirituali, 4-stimmig, 2 Bände, Katalogeintrag 1591, zitiert in Michiati, Bd. II, IV, V (nach Grove 2001 und Pendle).

Moderne Ausgabe
- Beatrice Pescerelli (Hrsg.): I Madrigali di Maddalena Casulana. Leo S. Olschki, Florenz 1979. Mit biographischem Text.